# Povegliano Veronese
Povegliano Veronese és un comune (municipi) de la província de Verona, a la regió italiana del Vèneto, situat a uns 110 quilòmetres a l'oest de Venècia.
A 1 de gener de 2020 la seva població era de 7.265 habitants.
Povegliano Veronese limita amb els següents municipis: Nogarole Rocca, Vigasio, Villafranca di Verona i Mozzecane.